# Kudigalane, Kanakapura
Kudigalane là một làng thuộc tehsil Kanakapura, huyện Ramanagara, bang Karnataka, Ấn Độ.